# Kym Mazelle

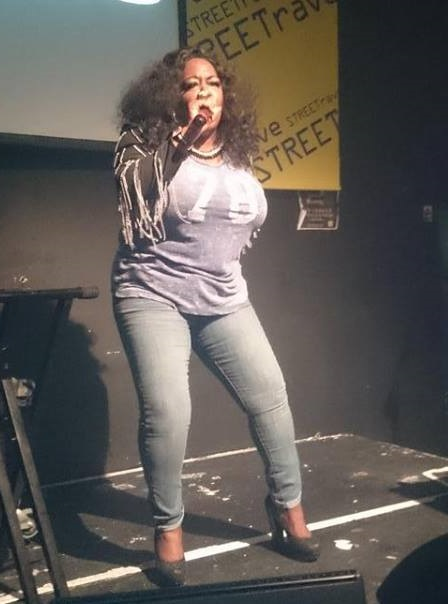
Kym Mazelle (2014)

Kym Mazelle (eigentlich Kimberley Grigsby; * 1960 in Gary, Indiana) ist eine amerikanische Soul-, R&B- und Popsängerin sowie Songwriterin. Ihr größter Charthit war die 1989er Single Wait! im Duett mit Robert Howard, dem Leadsänger der Band The Blow Monkeys.

## Biografie
Als Kind lebte Mazelle in der gleichen Gegend wie The Jacksons. Sie begann schon früh mit dem Singen und interpretierte selbst geschriebene Lieder. Mitte der 1980er Jahre war sie bereits eine erfolgreiche Gospelsängerin.
Durch den Umzug nach Chicago fasste sie in der örtlichen House-Musik-Szene Fuß und wurde von Marshall Jefferson als Sängerin diverser House-Tracks engagiert. Bei einem Live-Auftritt in London wurde sie von Syncopate Records entdeckt und unterschrieb ihren ersten Plattenvertrag. Die 1988er Single Useless (I Don’t Need You Now), für die sie wieder mit Jefferson zusammenarbeitete, platzierte sich in den UK-Charts und war somit der erste Charterfolg der Sängerin. Gemeinsam mit Dr. Robert alias Robert Howard von The Blow Monkeys und der Single Wait! erreichte sie im Januar 1989 Platz sieben im Vereinigten Königreich, zwei Monate später Platz 26 in Deutschland.
In den folgenden Jahren veröffentlichte Mazelle diverse Singles bei verschiedenen Labels, von denen bis ins Jahr 2000 zwölf weitere in die englischen Charts stiegen. Darunter waren erfolgreiche Kollaborationen mit Jocelyn Brown, Rapination und Soul II Soul. Mit Motiv 8 alias Steve Rodway nahm Mazelle das Lied Searching for the Golden Eye auf, das Teil des Soundtracks zu James Bond 007 – GoldenEye ist. Der 1997er Hit Young Hearts Run Free war der Titelsong des Filmdramas William Shakespeares Romeo + Julia.
2004 meldete sich Kym Mazelle mit dem Album The Pleasure Is All Mine zurück, für das sie mit den italienischen DJs und Produzenten Roberto Intrallazzi und Luca Provera zusammenarbeitete. 2010 folgte das Minialbum Destiny mit sieben größtenteils selbstgeschriebenen Liedern.

## Diskografie

### Studioalben
- 1989: Crazy (in Europa inkl. UK)
- 1989: Brilliant! (US-Version des Albums Crazy)
- 2004: The Pleasure Is All Mine (mit Intrallazzi und Provera)
- 2010: Destiny (Minialbum)

### Kompilationen
- 1991: Brilliant!! (Remixalbum mit neuen Tracks)
- 1996: The Gold Collection

### Singles
| Jahr | Titel Album                                           | Höchstplatzierung, Gesamtwochen, AuszeichnungChartplatzierungen (Jahr, Titel, Album, Platzierungen, Wochen, Auszeichnungen, Anmerkungen) | Höchstplatzierung, Gesamtwochen, AuszeichnungChartplatzierungen (Jahr, Titel, Album, Platzierungen, Wochen, Auszeichnungen, Anmerkungen) | Höchstplatzierung, Gesamtwochen, AuszeichnungChartplatzierungen (Jahr, Titel, Album, Platzierungen, Wochen, Auszeichnungen, Anmerkungen) | Höchstplatzierung, Gesamtwochen, AuszeichnungChartplatzierungen (Jahr, Titel, Album, Platzierungen, Wochen, Auszeichnungen, Anmerkungen) | Anmerkungen                                                            |
| Jahr | Titel Album                                           | DE | UK | US | Dance | Anmerkungen                                                            |
| ---- | ----------------------------------------------------- | --- | --- | --- | --- | ---------------------------------------------------------------------- |
| 1988 | Useless (I Don’t Need You Now) Crazy                  | — | UK48 (5 Wo.)UK | — | Dance13 (9 Wo.)Dance | Erstveröffentlichung: 24. Oktober 1988                                 |
| 1989 | Wait! Crazy                                           | DE26 (12 Wo.)DE | UK7 (10 Wo.)UK | — | — | Erstveröffentlichung: Januar 1989 mit Robert Howard                    |
| 1989 | Got to Get You Back Crazy                             | DE57 (6 Wo.)DE | UK29 (4 Wo.)UK | — | — | Erstveröffentlichung: März 1989                                        |
| 1989 | Love Strain Crazy                                     | — | UK52 (3 Wo.)UK | — | — | Erstveröffentlichung: September 1989                                   |
| 1990 | Was That All It Was Crazy                             | — | UK33 (6 Wo.)UK | — | — | Erstveröffentlichung: Januar 1990                                      |
| 1990 | Don’t Scandalize My Name Crazy                        | — | — | — | Dance22 (6 Wo.)Dance | Erstveröffentlichung: Oktober 1990                                     |
| 1990 | Missing Vol. II (1990 – A New Decade)                 | — | UK22 (7 Wo.)UK | — | — | Erstveröffentlichung: 12. November 1990 Soul II Soul feat. Kym Mazelle |
| 1991 | No One Can Love You More Than Me Brilliant!!          | — | UK62 (2 Wo.)UK | — | — | Erstveröffentlichung: Mai 1991                                         |
| 1992 | Love Me the Right Way                                 | — | UK22 (10 Wo.)UK | US97 (4 Wo.)US | — | Erstveröffentlichung: Dezember 1992 mit Rapination                     |
| 1994 | No More Tears (Enough Is Enough)                      | — | UK13 (7 Wo.)UK | — | — | Erstveröffentlichung: Mai 1994 mit Jocelyn Brown                       |
| 1994 | Gimme All Your Lovin’                                 | — | UK22 (3 Wo.)UK | — | — | Erstveröffentlichung: September 1994 mit Jocelyn Brown                 |
| 1996 | Searching for the Golden Eye The Pleasure Is All Mine | — | UK40 (3 Wo.)UK | — | — | Erstveröffentlichung: Dezember 1995 mit Motiv 8                        |
| 1996 | Love Me the Right Way ’96                             | — | UK55 (2 Wo.)UK | — | Dance20 (9 Wo.)Dance | Erstveröffentlichung: September 1996 mit Rapination                    |
| 1997 | Young Hearts Run Free The Pleasure Is All Mine        | DE88 (3 Wo.)DE | UK20 (4 Wo.)UK | — | — | Erstveröffentlichung: August 1997                                      |
| 2000 | Truly Miles from Home                                 | — | UK55 (2 Wo.)UK | — | — | Erstveröffentlichung: Februar 2000 Peshay feat. Kym Mazelle            |

Weitere Singles
- 1987: Taste My Love (House to House feat. Kym Mazelle)
- 1988: I’m a Lover
- 1991: Woman of the World (mit Simon May)
- 1995: Love Me or Leave Me (Kamasutra present Kym Mazelle)
- 1995: Genius / Missing You (Remixes)
- 1997: Free, Gay & Happy (Paradise People feat. Kym Mazelle)
- 1997: Have a Nice Day
- 1997: Big Baby
- 1997: Quality
- 1998: A Place in My Heart
- 2001: Dance Little Dreamer (Infinito feat. Kym Mazelle)
- 2001: Perhaps (Sunray feat. Kym Mazelle)
- 2004: Searching for the Golden Eye (DJ Raul Soto & DJ Jaime Gimeno Hard Dance Remix)
- 2004: Love Magic (Cube Guys Remixes)
- 2005: I’m Gonna Getcha (Bitch)
- 2005: On My Own (Cube Guys Remixes) (mit Intrallazzi und Provera)
- 2008: Searching for the Golden Eye (2008 Remix)
- 2014: Change (mit Charles Schillings)
- 2014: Kiss Me (mit Charles Schillings)
- 2016: A Place in My Heart (Crookers feat. Kym Mazelle; 2 mp3-Files)

## Auszeichnungen für Musikverkäufe
| Goldene Schallplatte - Australien - 1997: für die Single Young Hearts Run Free |

Anmerkung: Auszeichnungen in Ländern aus den Charttabellen bzw. Chartboxen sind in ebendiesen zu finden.
| Land/RegionAuszeichnungen für Musikverkäufe (Land/Region, Auszeichnungen, Verkäufe, Quellen) | Gold  | Platin | Verkäufe | Quellen     |
| -------------------------------------------------------------------------------------------- | ----- | ------ | -------- | ----------- |
| Australien (ARIA)                                                                            | Gold1 | —      | 35.000   | aria.com.au |
| Insgesamt                                                                                    | Gold1 | —      |          |             |